# Garrison Commando
Garrison Commando (Garrison's Gorillas) è una serie televisiva statunitense in 26 episodi trasmessi per la prima volta nel corso di una sola stagione dal 1967 al 1968.
È una serie di guerra ambientata durante la seconda guerra mondiale e chiaramente ispirata al film Quella sporca dozzina (1967), essendo incentrata sulle vicende di quattro galeotti che scelgono di partecipare ad azioni di guerra contro i tedeschi in cambio dell'abbuono della pena. Fu la prima serie televisiva statunitense ad essere trasmessa sulla televisione cinese, anche se fu presto annullata per i possibili "effetti nocivi" sulle menti della popolazione. La Dell Comics pubblicò una serie di cinque comic book basati sulla serie da gennaio 1968 all'ottobre del 1969.

## Trama

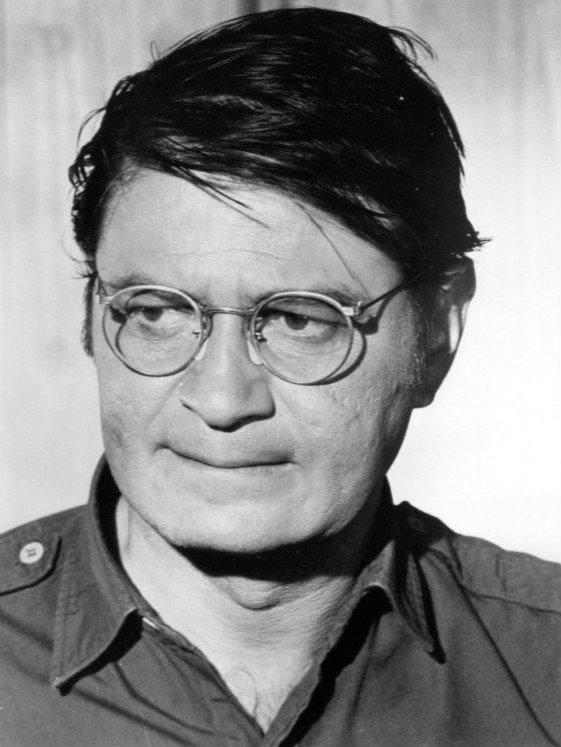
Larry Storch nel ruolo di Clarence Dorn nell'episodio The Magnificent Forger.

Durante la seconda guerra mondiale, viene creato un gruppo di soldati speciali reclutati dalle carceri statunitensi per azioni di guerriglia contro i tedeschi. Ai quattro elementi del commando viene promesso l'abbuono della pena alla fine della guerra, se ne fossero usciti fuori vivi. L'alternativa è l'immediato ritorno in prigione o la condanna a morte per diserzione qualora tentassero una eventuale fuga. I quattro galeotti sono Actor, un affabile truffatore; Casino, un duro, ruvido scassinatore e meccanico; Goniff, un simpatico borseggiatore, e Chief, un robusto, cupo indiano abilissimo con i coltelli a serramanico. Guidati dal tenente Craig Garrison e con sede in una villa isolata in Inghilterra, questo gruppo si imbarca in pericolose missioni in tutta Europa, imprese che spesso li portano dietro le linee nemiche. Nell'episodio pilota, in cui compare anche Telly Savalas, il tenente Hanley (personaggio di Combat!) dà loro il nome di "Gorilla". 
In diversi episodi vengono introdotte altre reclute, spesso interpretate da guest star, le cui competenze speciali sono richieste. Nell'episodio Banker's Hours, un uomo interpretato da Jack Klugman viene reclutato per una rapina. In The Magnificant Forger il comico Larry Storch interpreta un ruolo altamente drammatico di un falsario che deve recuperare alcuni documenti dietro le linee nemiche tedesche. Nell'episodio in due parti War And Crime/Plot to Kill un condannato interpretato da Richard Kiley viene reclutato per fare parte di un complotto per assassinare Hitler.

## Personaggi e interpreti

### Personaggi principali
- Tenente Craig Garrison (26 episodi, 1967-1968), interpretato da Ron Harper.
- Actor (26 episodi, 1967-1968), interpretato da Cesare Danova.
- Goniff (26 episodi, 1967-1968), interpretato da Christopher Cary.
- Casino (26 episodi, 1967-1968), interpretato da Rudy Solari.
- Chief (26 episodi, 1967-1968), interpretato da Brendon Boone.

### Personaggi secondari
- Ufficiale tedesco (5 episodi, 1967-1968), interpretato da Mark Bailey.
- Agente della Gestapo (4 episodi, 1967-1968), interpretato da Horst Ebersberg.
- Guardia tedesca (4 episodi, 1967), interpretato da Gerd Rein.
- Colonnello Broiler (3 episodi, 1967-1968), interpretato da Curt Lowens.
- Maggiore Dubray (3 episodi, 1967-1968), interpretato da Maurice Marsac.
- Christina (3 episodi, 1967-1968), interpretata da Lisa Pera.
- Erik (3 episodi, 1968), interpretato da Peter Haskell.
- Generale Brunner (2 episodi, 1967-1968), interpretato da Oscar Beregi Jr..
- Soldato Markum (2 episodi, 1967-1968), interpretato da John Carter.
- Pablo (2 episodi, 1967-1968), interpretato da Jamie Farr.
- Generale tedesco (2 episodi, 1967), interpretato da Karl Bruck.
- Sergente maggiore britannico (2 episodi, 1967), interpretato da Bill Glover.
- Capitano Ward (2 episodi, 1968), interpretato da Hank Brandt.
- Maresciallo Donner (2 episodi, 1968), interpretato da Richard Kiley.
- Jake (2 episodi, 1968), interpretato da Steven Marlo.
- Madre di Goniff (2 episodi, 1968), interpretata da Alice Reinheart.
- Dottor Manheim (2 episodi, 1968), interpretato da Ivan Triesault.

## Produzione
La serie, ideata da Mort Green, fu prodotta da Selmur Productions e girata negli studios della Metro-Goldwyn-Mayer a Culver City in California. Le musiche furono composte da Leonard Rosenman.

### Registi
Tra i registi sono accreditati:
- Georg Fenady in 9 episodi (1967-1968)
- Michael Caffey in 6 episodi (1967-1968)
- Nicholas Colasanto in 5 episodi (1967-1968)
- John Peyser in 3 episodi (1967-1968)
- Tom Gries
- Sutton Roley

### Sceneggiatori
Tra gli sceneggiatori sono accreditati:
- William Robert Yates in 5 episodi (1967-1968)
- Paul Playdon in 4 episodi (1967-1968)
- Jerry Thomas in 3 episodi (1967-1968)
- William Yagemann in 3 episodi (1967-1968)
- Tony Barrett in 2 episodi (1967)
- Norman Hudis in 2 episodi (1967)
- Edward J. Lakso in 2 episodi (1967)
- James Menzies in 2 episodi (1967)
- Mort Green in un episodio (1967)

## Distribuzione
La serie fu trasmessa negli Stati Uniti dal 6 settembre 1967 al 12 marzo 1968 sulla rete televisiva ABC. In Italia è stata trasmessa con il titolo Garrison Commando negli anni '80 sull'emittente campana Canale 21.
Alcune delle uscite internazionali sono state:
- negli Stati Uniti il 6 settembre 1967 (Garrison's Gorillas)
- in Brasile (Comandos de Garrison o Os Guerrilheiros)
- in Francia (Commando Garrison)
- in Italia (Garrison Commando)

## Episodi
| Stagione       | Episodi | Prima TV USA |
| -------------- | ------- | ------------ |
| Prima stagione | 26      | 1967-1968    |